# Campionato Italiano di Seconda Categoria 1908
Il Campionato Italiano di Seconda Categoria 1908 fu, assieme al corrispettivo Campionato Federale, il quinto campionato di calcio italiano per seconde squadre dei club di Prima Categoria a venir disputato in Italia.

## Stagione

### I due campionati
In seguito alla decisione della FIF di bandire gli stranieri dai campionati italiani e alle proteste di vari club di primo piano, fu decisa l'istituzione di due tornei di Prima Categoria paralleli: uno "federale", in cui era ammessa la partecipazione di tesserati stranieri, e uno "italiano", a cui potevano partecipare soltanto i tesserati di nazionalità italiana. Coerentemente con questa impostazione, anche la Seconda Categoria fu divisa in due campionati dall'Assemblea Federale del 10 novembre 1907.
Il Campionato Italiano assegnava il titolo nazionale di Seconda Categoria, mentre quello Federale il meno prestigioso titolo di Campione FIF.

### Formula
Il campionato venne strutturato su due turni: un primo turno eliminatorio composto da tre gironi regionali, e un girone finale a tre squadre. Il girone ligure risultò tuttavia composto dalle sole riserve dell'Andrea Doria, e non venne dunque disputato.

### Avvenimenti

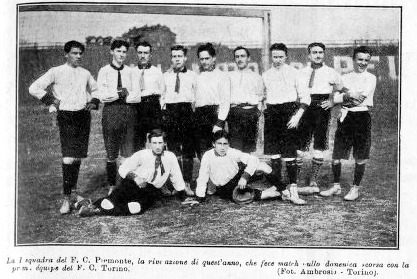
Il Piemonte Campione Italiano di Seconda Categoria 1908.

Il girone piemontese fu vinto a sorpresa dal Piemonte. La gara di andata, giocata sul campo della Juventus II, fu combattuta: i piemontesi si portarono subito in vantaggio di due reti, ma fra la fine del primo tempo e l'inizio del secondo i bianconeri rimontarono sul 2-2. Nei minuti finali, il Piemonte riuscì ad segnare il gol della vittoria. Il ritorno fu ancora più combattuto: il primo tempo finì 1-1, ma nel secondo tempo il Piemonte ribaltò il risultato, segnando ben 4 reti e fermando il risultato sul 5-3 (con un autogol del portiere del Piemonte).
Senza storia invece il girone lombardo, vinto agevolmente dall'Ausonia. Nella gara di andata, i rossoneri attaccarono spesso lungo il primo tempo la porta dell'U.S. Milanese II, senza mai andare a segno. Verso la fine della prima frazione, uno dei giocatori "unionisti" ebbe una distorsione e fu costretto a lasciare il campo, lasciando la squadra in 10. Con il vantaggio dell'uomo in più, l'Ausonia dilagò nel secondo tempo, segnando 5 reti. Il ritorno si chiuse sull'1-0 sempre per l'Ausonia.
Del girone finale ci è pervenuto il calendario degli incontri: Piemonte e Ausonia finirono ex aequo il girone (anche a causa dei due pareggi negli scontri diretti) e furono costrette ad affrontarsi in uno spareggio, vinto per 4-1 dai piemontesi.

## Partecipanti
Si iscrissero:
Squadre riserve
- Andrea Doria II
- Juventus II
- US Milanese II

Squadre titolari
- Ausonia
- Piemonte

## Risultati

### Eliminatorie

#### Piemonte
| Torino 8 marzo 1908, ore 14:00 Andata                               | Juventus II | 2 – 3 (1–1) referto | Piemonte | Corso Sebastopoli |
| \| \| \| \| \| Armano Moschino \| Marcatori \| Gavinelli Berardo \| |             |                     |          |                   |
|                                                                     |             |                     |          |                   |
| Armano Moschino                                                     | Marcatori   | Gavinelli Berardo   |          |                   |

| Torino 15 marzo 1908 Ritorno                                                                                    | Piemonte  | 5 – 3 (1–1) referto                       | Juventus II | Corso Sebastopoli |
| \| \| \| \| \| Berardo Faloppa Valobra sconosciuto \| Marcatori \| Malvano sconosciuto ?’ (aut.) sconosciuto \| |           |                                           |             |                   |
| |           |                                           |             |                   |
| Berardo Faloppa Valobra sconosciuto                                                                             | Marcatori | Malvano sconosciuto ?’ (aut.) sconosciuto |             |                   |

#### Lombardia
| Milano 8 marzo 1908 Andata | US Milanese II | 0 – 5 (0–0) referto                                                             | Ausonia |  |
| Mazza jr. Magni Bolderini Cattaneo Romeo Alfieri Morbelli Grassi Mazza Ghinelli Verga Formazioni Quirci Lezi Ferrini Crivelli Bizzi Scarioni Forni Lana Bentadini Scotuzzi Celli |                |                                                                                 |         |  |
| |                |                                                                                 |         |  |
| Mazza jr. Magni Bolderini Cattaneo Romeo Alfieri Morbelli Grassi Mazza Ghinelli Verga                                                                                            | Formazioni     | Quirci Lezi Ferrini Crivelli Bizzi Scarioni Forni Lana Bentadini Scotuzzi Celli |         |  |

| Milano 15 marzo 1908 Ritorno | Ausonia | 1 – 0 referto | US Milanese II |  |

#### Liguria
L'Andrea Doria II, unica iscritta, fu qualificata di diritto al girone finale nazionale.

### Girone nazionale
| Squadra         | Pt | G | V | N | P | GF | GS |
| --------------- | -- | - | - | - | - | -- | -- |
| Piemonte        | 6  | 4 | 2 | 2 | 0 | 10 | 2  |
| Ausonia         | 6  | 4 | 2 | 2 | 0 | 6  | 2  |
| Andrea Doria II | 0  | 4 | 0 | 0 | 4 | 0  | 12 |

| Arbitro: | Spensley |

|  |           |           |
|  | Marcatori | Bertoloni |

| Milano 29 marzo 1908 | Ausonia | 3 – 0 referto | Andrea Doria II |  |

| Arbitro: | Goodley |

|                   |           |           |
| Berardo ?’ (rig.) | Marcatori | Bertoloni |

| Arbitro: | Spensley |

|  |           |                           |
|  | Marcatori | Berardo Gavinelli Peruzzi |

| Torino 3 maggio 1908 | Piemonte | 2 – 0 referto | Andrea Doria II |  |

| Milano 10 maggio 1908 | Ausonia | 1 – 1 referto | Piemonte |  |

In seguito all'ex aequo fra Ausonia e Piemonte, fu giocato uno spareggio per determinare la squadra campione.
| Arbitro: | Godley |

|                           |           |             |
| Berardo 30’, ?’ Gavinelli | Marcatori | sconosciuto |

| Piemonte Campione d'Italia di Seconda Categoria 1908 |